# FreeBSD Ports
FreeBSD Ports collection 是FreeBSD操作系统中的软件包管理系统。它使安装软件包体验变得简单、一致。它也是NetBSD pkgsrc系统的基础组件。

## 以源码安装
ports collection由整理在文件夹树中的Makefile组成，这样就可以用make命令来构建、安装和卸载软件了。在安装应用程序时，当用户在该软件的ports文件夹中输入诸如make install或是make install clean之类的初始命令后，就几乎不需要用户干预了。大多数情况下，从互联网下载软件、在必要时打补丁以及configure、编译、安装、在软件包数据库中注册等工作都是自动完成的。新安装的ports所依赖的应用或库也会一并安装好。
通常人们认为大部分ports的默认设置适用于多数用户。不过，有时用户可以修改这些选项（称作knobs）。在安装软件前输入make config命令，随后在调出的文本模式界面中修改设置即可。
过去每个port（或是软件包）通过指定一名负责维护port的通用性并解决常见问题的port维护者来维护。现在很多port由特别小组或是子项目来维护，有自己的邮件列表（例如：kde@FreeBSD.org、java@FreeBSD.org等）；其余port的维护事务则分配到统一的小组ports@FreeBSD.org中。一般来说，任何提交他们喜爱的软件到ports库中的人都可以成为一名port维护者。通过维护已经无人维护的包来成为维护者也是可行的道路。

## 软件包
预编译的ports称作软件包（英語：packages）。软件包可以从对应的port中以make package命令构建，也可以从FreeBSD项目提供的仓库中下载。用户把软件包名称传给pkg install命令即可安装。这样系统会下载符合本地FreeBSD版本的软件包并安装应用程序及其依赖。软件包默认从FreeBSD主软件源（pkg.freebsd.org）中下载。